# Álgabonák
Az álgabonák (pszeudocereáliák) azok a növények, amelyeket táplálkozás céljára felhasználható magjaik miatt – a gabonákhoz hasonlóan – termesztenek, de a növényrendszertan nem sorolja őket a perjefélék családjába, mint a gabonákat. A magjaikat gyakran megőrölve, lisztként hasznosítják.

## Álgabonák listája

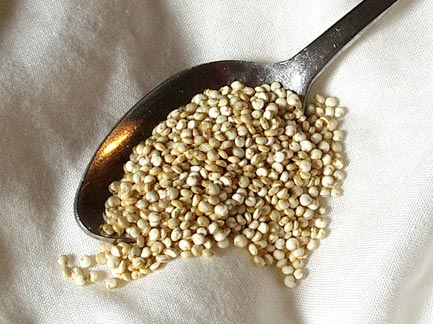
A kinoa is álgabona, magjait már 6000 éve is fogyasztották

- Disznóparéj
- Brosimum alicastrum
- Chenopodium berlandieri
- Chenopodium pallidicaule
- Magyarparéj
- Azték zsálya
- Hajdina
- Rizsparéj
- Különféle akácia fajok